# 中根龍太郎喜劇プロダクション
中根龍太郎喜劇プロダクション（なかねりゅうたろう きげきプロダクション、1928年6月 設立 - 8月 解散）は、かつて京都に存在した映画会社である。当時の主演俳優で映画監督の中根龍太郎が設立したスタープロダクションであり、貸しスタジオの双ヶ丘撮影所で3本のサイレント映画を製作した。端役時代の榎本健一が出演していることで知られる。中根コメディプロダクション（なかねコメディプロダクション）ともいい、通称中根プロ（なかねプロ）。

## 略歴・概要
1928年（昭和3年）4月、マキノ・プロダクションの四国ブロック配給会社・三共社の山崎徳次郎は、阪東妻三郎プロダクションの経営者・立花良介、神戸の菊水キネマの大島菊松らとともに、全国150館の独立系映画館主を集め、大阪に「日本活動常設館館主連盟映画配給本社」を設立、独立プロダクションへの製作費の出資と作品の直接公開の方針を打ち出す。それを受けた片岡千恵蔵は4月にマキノを退社、5月に「片岡千恵蔵プロダクション」（千恵プロ）を設立、同時期にマキノを退社した嵐寛寿郎、山口俊雄、市川小文治、山本礼三郎らもそれぞれプロダクションを設立する。マキノの主演俳優で監督も兼ねていた中根龍太郎もマキノを退社、同年6月、中根が設立したのがこの「中根龍太郎喜劇プロダクション」である。
また、山崎に共鳴したマキノの大道具主任河合広始と撮影技師の田中十三もマキノを退社、京都・双ヶ丘に貸しスタジオ「日本キネマ撮影所」（双ヶ丘撮影所）を設立した。千恵プロ以下そろって「日本映画プロダクション連盟」を結成し、この河合・田中の「双ヶ丘撮影所」をレンタル使用して、「館主連盟」に作品の供給を開始する。
中根プロには、松竹下加茂撮影所の名物照明マンだった「ムタやん」こと牟田口茂（のちの有馬是馬）が俳優に転向、「有馬茂明」を名乗り、浅草オペラのコーラスボーイ崩れで東亜キネマ京都撮影所（等持院撮影所）の大部屋俳優だった榎本健一（当時「榎本健」名義）を連れて参加した。また、のちに映画監督小崎政房であり剣戟俳優・松山宗三郎となる前の結城三重吉、のちに大乗寺八郎となる前の千葉三郎も参加した。設立第1作『助太刀商売』には市川小文治歌舞伎映画プロダクションの市川小文治も出演している。
しかし、7月末に早くも山崎らの「館主連盟」が瓦解する。同時に独立したプロダクションたちとともに、中根プロは3本の喜劇映画を撮って、8月には解散した。千恵プロのみが年内に6本の映画を製作、翌年には嵯峨野に自前の撮影所を建設した。
解散後の中根は、有馬や小崎とともに、妻の女優泉春子の実家を頼って佐賀県唐津町（現在の唐津市）へと流れ、浪花節芝居の一座に入った。やがて中根は11月に松竹下加茂撮影所に迎えられ、中根の推薦で有馬と小崎、千葉（大乗寺）も同撮影所に入社した。「コメディ」に目醒めた榎本は翌1929年（昭和4年）に古巣の浅草公園六区に戻り、「カジノ・フォーリー」、二村定一との「ピエル・ブリヤント」等のコメディ劇団を興し、ブレイクしてゆく。

## フィルモグラフィ
1928年
- 助太刀商売　監督・脚本・主演中根龍太郎、撮影佐々木吉太郎、共演市川小文治、風間春子、千葉三郎、榎本健、有馬茂明
- おんぼろ草紙　監督山崎藤江、原作・脚本北本黎吉、撮影大塚周一、主演中根龍太郎、共演大沢節子、千葉三郎、有馬茂明
- 娘十八花婿指南　監督・脚本・主演中根龍太郎、撮影佐々木吉五郎、出演日下部龍馬、小川時次、喜多冨美子、有馬茂明、榎本健

## 註
1. 1 2 3 4  『日本映画俳優全集・男優編』（キネマ旬報社、1979年）の「片岡千恵蔵」の項（p.144-148）を参照。同項執筆は滝沢一。
2. ↑  立命館大学衣笠キャンパスの「マキノ・プロジェクト」サイト内の「双ヶ丘撮影所」の記述を参照。
3. 1 2 3  『日本映画俳優全集・男優編』（キネマ旬報社、1979年）の「有馬是馬」の項（p.30）を参照。同項執筆は奥田久司。
4. ↑  『日本映画俳優全集・男優編』の「有馬是馬」の項（p.30）、「中根龍太郎」の項（p.407-408）には、どちらも『助太刀商売』と『おんぼろ草紙』の2本を撮って解散した旨の記述があるが、東京国立近代美術館#フィルムセンター公式サイト内の「日本映画の発見I 無声映画時代」には、同プロダクションの作品『娘十八花婿指南』（1928年）が紹介されている。これを加えて「3本」とした。